# Konrád I. Lucemburský
Konrád I. Lucemburský (1040 – 8. srpna 1086) byl v letech 1059 až 1086 lucemburským hrabětem.

## Život
Konrád se narodil jako syn Giselberta Lucemburského a jeho manželky neznámého jména.
Byl zapleten do sporu s arcibiskupem z Trevíru ohledně opatství Saint-Maximin v Trevíru. Arcibiskup ho exkomunikoval a Konrád se musel čestně napravit a vydal se na pouť do Jeruzaléma, aby jeho exkomunikace byla zrušena. Zemřel v Itálii při zpáteční cestě.
V roce 1070 založil s hrabětem Arnoldem I. z Chiny opatství Ornay a v roce 1083 opatství Altmünster.

## Manželství a potomci
Kolem roku 1075 se oženil s Klementinou, dcerou Viléma VII. Akvitánského a Ermesindy. Měli spolu sedm dětí:
- Matylda Lucemburská
- Jindřich III. Lucemburský
- Rudolf Lucemburský
- Konrád Lucemburský
- Adalbert Lucemburský
- Ermesinda Lucemburská
- Vilém Lucemburský